# Semiothisa phanerophleps
Semiothisa phanerophleps là một loài bướm đêm trong họ Geometridae.